# Remirema
Remirema je monotipski rod slakovki smješten u tribus Merremieae , dio potporodice  Convolvuloideae. Jedina vrsta je R. bracteata iz jugozapadnog Tajlanda. 
Rod je opisan u Hooker's Icones Plantarum 35: sub t. 3435. 1943.